# Кит сірий
Сірий кит (Eschrichtius robustus) — морський ссавець родини Eschrichtiidae. Етимологія: дан. Daniel Fredericht Eschricht — данський зоолог з Копенгагена. Окрім єдиного сучасного виду, знайдено також один викопний вид — †Eschrichtius akishimaensis.

## Поширення
Країни поширення: Канада, Мексика, Російська Федерація, Сполучені Штати Америки. Є дві основні території проживання сірого кита; одна — уздовж східного узбережжя Тихого океану від Каліфорнії до Берингового і Чукотського морів, а інша — в західній частині Тихого океану від Південної Кореї до Охотського моря. Вважалося, що сірий кит колись жив також в Атлантичному океані, але вимер тут в кінці XVII ст. — на початку XVIII ст.. Проте, на початку 2024 року, самотнього сірого кита було помічено в Атлантиці, на відстані 48 км на південь від острова Нантакета, штат Массачусетс (США).

## Опис
Довжина самців: 11,9–14,3 м, самиць: 12,8–15,2 м; вага самців: 16 тонн, вага вагітних самиць: 31–34 тонн. Забарвлення темно-сіре й тіло покрите характерними сіро-білими візерунками, шрамами від паразитів. Спинний плавник відсутній. Є дві глибокі борозенки на горлі, які дозволяють розширити рот при годуванні, і китові вуса кремово-білого кольору, які використовуються для фільтрації їжі. Самиці, як правило, більші, ніж самці, але в іншому обидві статі подібні за зовнішнім виглядом.

## Спосіб життя і харчування
Цей кит, як правило, живе в прибережних водах не глибше, ніж на 100 метрів. На жаль, через його звичку триматися уздовж берега, він є легкою здобиччю для китобоїв. Живиться переважно донними ракоподібними. У Східній частині Тихого океану тварини щорічно мігрують від арктичних місць годівлі до місць розмноження в мексиканських водах, долаючи до 20400 кілометрів. Так само мігрують тварини у західній частині Тихого океану. Косатка є єдиним крім людини хижаком для сірого кита.

## Відтворення
Сексуальна активність може статися в будь-який час року, але, як правило, зосереджена на півдні міграції. Після вагітності тривалістю близько 13 місяців народжується одне дитинча до 4,6 м в довжину. Маля вигодовується протягом семи місяців. Тривалість життя 50–70 років.

## Загрози
Основною загрозою цьому виду було полювання. Діяльність перших китобоїв було принаймні фактором, що сприяв зникненню сірих китів у Атлантичному океані, а масштабна надмірна експлуатація в 19-м і 20-м століттях майже знищили цілий вид. Хоча полювання тепер заборонене невелика квота дозволяється корінним мисливцям. Доставка і промислова діяльність в прибережних міграційних шляхах збільшує ризик зіткнень з судами, заплутування в рибальських мережах і забруднення довкілля. Крім того є проблема деградації довкілля в результаті буріння і драгування.

## Охорона
У 1946 році Міжнародна китобійна комісія (IWC) захистила законом сірих китів від комерційного полювання. У східній частині Тихого океану це вилилось у помітне збільшення чисельності населення від межі вимирання до приблизно 21 000 особин сьогодні (2002 р.). Проте, в західній частині Тихого океану населення, що мігрує уздовж східного узбережжя Росії залишається дуже малим, і знаходиться в критичному стані. Спостереження за китами, особливо в південній частині Каліфорнії і в Мексиці, перетворилося на надзвичайно популярний туристичний атракціон, забезпечуючи додаткову цінність для збереження цих тварин.